# Daïra de Tablat
La daïra de Tablat est une circonscription administrative algérienne située dans la wilaya de Médéa et la région du Titteri. Son chef-lieu est situé sur la commune éponyme de Tablat.
La daïra regroupe les quatre communes de Tablat, Deux Bassins, Aissaouia et Mezerana.
.